# Бежанидзе, Леван
Леван Бежанидзе (груз. ლევან ბეჟანიძე, род. 14 ноября 1957, Батуми, Грузинская ССР) — грузинский врач, государственный и политический деятель. Депутат парламента Грузии VI созыва (с 2016 по 2020 годы). Главный врач и директор Батумского родильного дома. 

## Биография
Родился 14 ноября 1957 года в городе Батуми, Грузинская ССР. 
Образование высшее. С 1975 по 1981 годы проходил обучение в Красноярском государственном медицинском институте по специальности врач-акушер. 
Вся трудовая деятельность Левана Бежанидзе связана с работой в медицинских учреждениях Советского Союза и Грузии. С 1974 по 1975 годы работал санитарным врачом Красноярской больницы скорой медицинской помощи. С 1981 по 1982 годы эта больница была интерном родильного дома, где Леван Бежанидзе проходил учебно-производственную преддипломную практику. С 1982 по 1983 годы работал врачом станции скорой медицинской помощи. В 1983 году возвратился в Грузию, был переведён на работу акушером-гинекологом 3-й больницы города Батуми. С 1983 по 1986 годы трудился врачом-ординатором родильного дома. С 1986 по 1988 работал клиническим ординатором в медицинском научно-исследовательском институте перинатальной медицины и акушерства и гинекологии имени Акакия Чачавы. 
С 1988 года стал работать врачом акушером-гинекологом, а в дальнейшем был назначен заведующим отделением, позже главным врачом и директором Батумского родильного дома. В настоящее время продолжает свою медицинскую трудовую деятельность. 
С 2016 по 2020 годы являлся депутатом парламента Грузии 6-го созыва от избирательного блока "Грузинская мечта - Демократическая Грузия" по мажоритарному округу.